# Войківка
Войківка (пол. Wojkówka) — село в Польщі, у гміні Вояшувка Кросненського повіту Підкарпатського воєводства.
Населення — 298 осіб (2011).

## Історія
Первісним населенням були русини-лемки, які з часом полонізувались.
Про село відомо ще з XIV століття. Його власниками були дідичі замку Соб'єн (Собан) поблизу Сяніка. Клеменс Москажевські (Климент Москаревський) придбав у Генрика Соб'єнські села поблизу замку Одриконь — Братківку і Войківку 1397 року. А до кінця наступного століття власник змінився ще раз, нею стала родина Шеб'єнські.
Відомі такі солтиси Войківки: 1413 року був Іван (Ян), 1417—1420 селом керував Сандек (Sądek), 1443-го — Щебйот (Szczebiot), 1450-го — Петро, 1497—1499 — Микола.
З новим, XVI століттям, село 1512 року одержало й нових власників. Ними стала родина Кам'янецьких, власники замку Кам'янець поблизу села Одриконь: спершу Мартин (Марцін), підкоморій сяніцький, а згодом його син Іван (Ян), воєвода подільський, похований у Кросно в костелі францисканців.
Надалі Войківка перейшла до Скотницьких, у 1600-х роках — до Тарновських (Tarnowskich). Відомою дідичкою села була Тереза Фірлеївна, дружина Казимира Александра Тарновського у середині XVII століття. У 1688 році донька Тарновських, Францішка, вийшла заміж у Ленках за сяноцького каштеляна Клеменса (Климента) Устрицького.
Після подружжя село одержало новий власників — з 1757 року ними стали Гурські на чолі з Ігнацієм Гурські де Прибів. Новий власник водночас мав сусіднє село Устробна і був референтом сандомирської землі. Фелікс Гурський, син Ігнація, 1839 року помер від інсульту під час пожежі у стайні. Село ж було продано родині Вікторів.
Попри латинізацію і полонізацію греко-католики мешкали в селі й у 1900-х роках та відвідували церкву в сусідньому селі Ріпник (Короснянський деканат).
У 1975—1998 роках село належало до Кросненського воєводства.

## Демографія
Демографічна структура станом на 31 березня 2011 року:
|          | Загалом | Допрацездатний вік | Працездатний вік | Постпрацездатний вік |
| -------- | ------- | ------------------ | ---------------- | -------------------- |
| Чоловіки | 148     | 27                 | 95               | 26                   |
| Жінки    | 150     | 25                 | 85               | 40                   |
| Разом    | 298     | 52                 | 180              | 66                   |

## Пам'ятки
У селі є мурована каплиця святої Софії.